# لارا روبنسون
لارا روبنسون (بالإنجليزية: Lara Robinson)‏ هي ممثلة أسترالية، ولدت في 1998 بملبورن في أستراليا. من الجوائز التي نالتها AACTA Award for Best Young Actor ‏ سنة 2011.

## أعمال

### أفلام
- (2009) المعرفة[5]

## جوائز
- AACTA Award for Best Young Actor [الإنجليزية]‏ (2011)

## وصلات خارجية
- لارا روبنسون على موقع IMDb (الإنجليزية)
- لارا روبنسون على موقع أول موفي (الإنجليزية)
- لارا روبنسون على موقع قاعدة بيانات الأفلام السويدية (السويدية)
- لارا روبنسون على موقع قاعدة بيانات الفيلم (الإنجليزية)